# Chiesa di Santo Stefano Protomartire (Gradisca, Sedegliano)
La chiesa di Santo Stefano Protomartire è la parrocchiale di Gradisca di Sedegliano, in provincia ed arcidiocesi di Udine; fa parte della forania del Medio Friuli.

## Storia
Una primitiva chiesetta a Gradisca, dedicata ai Santi Stefano e Giorgio, costruita nell'Alto Medioevo, venne riedificata nel XIV secolo. L'attuale parrocchiale, dedicata a Santo Stefano Protomartire, risale al Seicento: si sa, infatti, che nel 1637 un fulmine colpì il campanile, il quale, crollando, distrusse parte della chiesa, che venne ricostruita e riaperta al pubblico nel 1655. Nel 1691 cominciarono i lavori di ricostruzione del campanile, terminati nel 1700.